# Генерал-фельдцейхмейстер

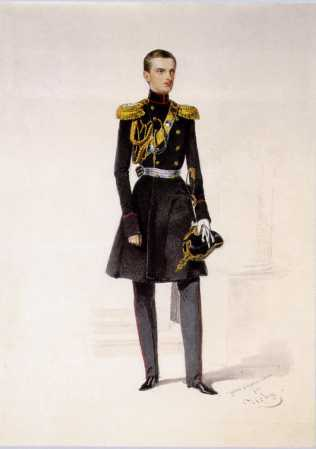
Великий князь Михаил Николаевич (1832—1909), генерал-фельдцейхмейстер

Генерал-фельдцейхмейстер (нем. Generalfeldzeugmeister) — воинское звание, чин и должность главного начальника артиллерии в Российской империи и ряде европейских стран (от нем. Feldzeug — орудие полевое).
Не следует путать воинское звание фельдцейхмейстера и должность генерал-фельдцейхмейстера.

## История
Должность генерал-фельдцейхмейстера появилась ещё во времена германского императора Карла V в XVI веке. Позже фельдцейхмейстер в Империи стал званием — генерал артиллерии (наравне с генералом кавалерии, позже — генералом инфантерии).
В то же время во многих германских государствах (Пруссии, Ганновере) генерал-фельдцейхмейстер оставался начальником артиллерии.
В Пруссии должность генерал-фельдцейхмейстера была введена ещё курфюрстом Бранденбурга Фридрихом III. При дворе прусского короля Фридриха II она именовалась на французский манер Великий магистр артиллерии (Grand maître de l'artillerie), такую должность получил в 1741 году перешедший на прусскую службу фельдмаршал барон Самуэль фон Шметтау. В 1757 году Фридрих II ввёл вместо неё должность инспектора (позже — генерал-инспектора) артиллерии, подчинённого напрямую королю.
В 1854 году после долгого перерыва во главе прусской артиллерии опять встал генерал-фельдцейхмейстер — принц Фридрих Карл Прусский (1801—1883), причём это звание было приравнено к званию генерал-фельдмаршала. В 1872 году он получил почётное звание российского генерал-фельдмаршала.
Во Франции звание генерал-фельдцейхмейстера соответствовало должности Великого магистра артиллерии, в Великобритании — должности Master-General of the Ordnance, в Швеции — Generalfälttygmästare.
В Речи Посполитой существовали раздельные должности: генерал артиллерии коронной и генерал артиллерии литовской.

## В России
До Петра Великого должность начальника артиллерии в России не была постоянной; в военное время назначался в армии особый воевода от наряда. Из этих воевод особенно известны боярин Морозов и Василий Фёдорович Воронцов, командовавшие артиллерией при осаде Казани (1552) и Вендена (1578).
В середине XVI века в России создан Пушкарский приказ, начальник которого возглавлял русскую артиллерию.
В 1699 году Петр I назначил имеретинского царевича Александра Арчиловича судьёй Пушкарского приказа с наименованием генерал-фельдцейхмейстер.
Пётром II, в 1729 году, в генерал-фельдцейхмейстеры пожалован генерал-аншеф граф Бурхард Кристоф фон Мюнних.
В 1796 году вступивший на престол император Павел I  упразднил звание генерал-фельдцейхмейстера и заменил его должностью инспектора всей артиллерии, которую занял П. И. Мелиссино, получивший чин генерала от артиллерии.
В 1798 году, в день рождения великого князя Михаила Павловича, он получил почётное звание генерал-фельдцейхмейстера, но в управление артиллерией вступил только в 1819 году. После его смерти почётное звание генерал-фельдцейхмейстера получил великий князь Михаил Николаевич, приступивший к исправлению должности в 1856 году.
После его смерти в 1909 году должность оставалась незанятой.

### Список генерал-фельдцейхмейстеров Русского царства и Российской империи

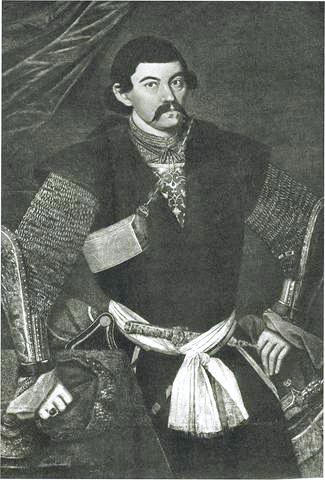
Александр Арчилович (1674-1711), первый в истории России генерал-фельдцейхмейстер

Ниже представлен перечень (возможно не всех) генерал-фельдцейхмейстеров Русского царства и Российской империи:
- 1699: царевич Александр Имеретинский (1674—1711) — взят в плен в битве при Нарве в 1700 году.[3]
- 1710: Я. В. Брюс (1670—1735) — вышел в отставку в 1726 году, получив при этом чин генерал-фельдмаршала.
- 1726: И. Я. Гинтер (1670—1729) — после увольнения в отставку Я. В. Брюса в 1726 году получил в управление всю русскую артиллерию, в 1728 году император Пётр II утвердил его в звании российского генерал-фельдцейхмейстера.
- 1729: Х. А. Миних (1683—1767) — с 1732 года имел чин генерал-фельдмаршала, при этом до 1735 года продолжал исполнять должность генерал-фельдцейхмейстера; с 1741 года в отставке.
- 1735: ландграф Людвиг Вильгельм Гессен-Гомбургский (1704—1745) — с 1742 года имел чин генерал-фельдмаршала.
- 1747: В. А. Репнин (1696—1748).
- 1756: П. И. Шувалов (1710—1762) — с 1761 года имел чин генерал-фельдмаршала.
- 1762: А. Н. Вильбоа (1716—1781) — в 1765 году по болезни вышел в отставку.
- 1765: Г. Г. Орлов (1734—1783) — фаворит Екатерины II.
- 1783—1790: И. И. Меллер-Закомельский (1725—1790) — имел чин артиллерии генерал-аншефа, погиб при осаде Килии во время Русско-турецкой войны (1787—1791).
- 1793—1796: П. А. Зубов (1767—1822) — фаворит Екатерины II.
- 1798: великий князь Михаил Павлович (1798—1849).
- 1852: великий князь Михаил Николаевич (1832—1909), с 16 апреля 1878 года — генерал-фельдмаршал.